# Grigori Iwanowitsch Schelichow

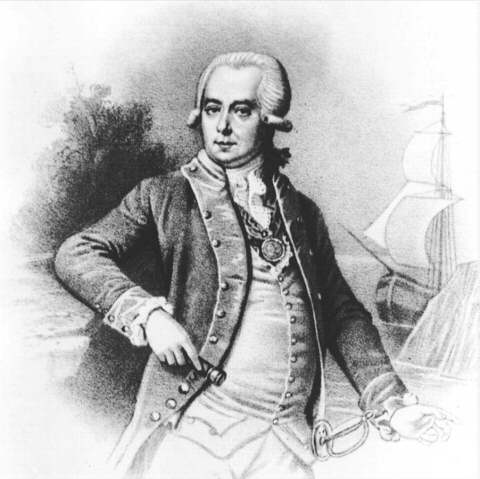
Grigori Iwanowitsch Schelichow

Grigori Iwanowitsch Schelichow, auch Schelechow (russisch Григорий Иванович Шелихов, wiss. Transliteration Grigorij Ivanovič Šelichov, auch Шелехов/ Schelechow; * 1747 in Rylsk in der heutigen Oblast Kursk; † 20. Julijul. / 31. Juli 1795greg.), war ein russischer Geograph, Seefahrer und Kaufmann, dessen Name eng mit der russischen Kolonisierung Alaskas verbunden ist.

## Leben
Schelichow organisierte ab 1775 Handelsfahrten auf die Kurilen (mit Pawel Lebedew-Lastotschkin und Iwan Antipin) und die Aleuten. 1783–86 leitete er die russische Amerika-Expedition. Mitte August 1783 brach Schelichow mit drei Schiffen und 192 Personen mit den Schiffskommandanten Dmitri Botscharow und Gerassim Ismailow nach Alaska auf. Nach einmonatiger Überfahrt, auf der er ein Schiff verlor, erreichte er die Insel Unalaska. Russische Pelzjäger, die hier auf Beutezug waren, rieten ihm davon ab, sich hier niederzulassen, da es erst vor kurzem zu gewalttätigen Konflikten gekommen war. Schelichow  gründete dennoch seine erste Siedlung auf der Insel Kodiak. Sein Hauptverwalter war dort 1787–1791 Efstratios Delarof, dem Alexander Baranow nachfolgte.
Schelichow stellt sein Wirken auf Kodiak als „freundschaftlich“ und zivilisatorisch positiv dar. „Nicht durch Furcht und Zwang, sondern durch Güte und zu ihrem eigenen Nutzen“ wollte er sie angeblich zu russischen Untertanen machen. Doch kam es zu Kämpfen und Massakern an der Inselbevölkerung, da die Kodiak sich weigerten, „freiwillig“ Geiseln an die Russen zu liefern. Letztlich wurde Kodiak zu einer wichtigen Basis für die Kolonisierung der Aleuten und der nordostamerikanischen Küste durch Russland.
Schelichows Unternehmungen führten zur Gründung der Russisch-Amerikanischen Kompagnie, die nach seinem Tod von seiner Witwe Natalja Alexejewna Schelichowa 1799 realisiert wurde.
Schelikow, der 1795 im Alter von nur 48 Jahren starb, wurde in Irkutsk beigesetzt. In den Marmor seines Grabmals wurden Verse des russischen Dichters Gawriil Derschawin gemeißelt: „Russlands Columbus ist hier beigesetzt, durchfuhr das Meer, fand unbekannte Länder…“
Nach Schelikow ist eine Bucht im Ochotskischen Meer, eine Meeresstraße zwischen der Kodiak-Insel und dem Festland Alaskas sowie die Stadt Schelechow in der russischen Oblast Irkutsk benannt.